# Awareness
Awareness és una pel·lícula de thriller de ciència-ficció i acció hispanoamericana del 2023 dirigida per Daniel Benmayor a partir d'un guió del mateix Benmayor, Iván Ledesma i Manuel Burque. És protagonitzada per Carlos Scholz al costat de María Pedraza, Pedro Alonso, Lela Loren i Óscar Jaenada. S'ha doblat i subitulat al català.

## Sinopsi
L'Ian, un adolescent amb el poder de fer il·lusions en la ment d'altres persones, es veu atrapat enmig d'un conflicte entre dos grups per haver exposat els seus poders, i ha d'escollir bàndol en la guerra.

## Repartiment
- Carlos Scholz com a Ian[3]
- Pedro Alonso[2]
- María Pedraza com a Esther[3]
- Lela Loren com a Adriana[3]
- Óscar Jaenada[2]

## Producció
El guió va ser escrit per Daniel Benmayor juntament amb Iván Ledesma i Manuel Burque. La pel·lícula és una coproducció hispanoamericana de Federation Spain, Amazon Studios i Dbenma Content. Els llocs de rodatge inclouen Catalunya, Madrid i Castella i Lleó. La banda sonora de la pel·lícula va ser composta per Roque Baños.

## Estrena
Awareness es va presentar al 26è Festival de Cinema de Màlaga el 16 de març de 2023, projectada dins de la llista de pel·lícules no competitives Málaga Premiere. Amazon Prime Video va estrenar la pel·lícula l'11 d'octubre de 2023 amb doblatge i subtítols en català.